# Mogens von Haven
Mogens von Haven (Randers, 21 ottobre 1917 – 8 dicembre 1999) è stato un fotografo danese, vincitore del World Press Photo of the Year 1955. La fotografia vincitrice fu scattata il 28 agosto 1955, al circuito Volk Mølle di Randers, Danimarca, e ritrae un motociclista che cade durante una competizione.
Inizia a lavorare nel 1946 come fotografo freelance a Copenaghen, specializzandosi prima nella fotografia sportiva e nei primi anni cinquanta. Von Haven contribuisce a promuovere l'interesse internazionale nei confronti del balletto, dopo la seconda guerra mondiale, con mostre fotografiche e libri come Balletten danser ud (1961) o The Royal Danish Ballet (1964).